# Strategic Arms Reduction Treaty
Strategic Arms Reduction Treaty (= Tratatul pentru Reducerea Armelor Nucleare Strategice), de obicei prescurtat START, este un acord de dezarmare semnat de Statele Unite și de Uniunea Sovietică în vederea reducerii în comun, treptată a mijloacelor de trasnport la țintă pentru armele nucleare. 
Rachetele intercontinentale cu baza la sol (în silozuri) care dispun de capete de luptă multiple au un efect foarte destabilizator, deoarece fiecare dintre adversari este tentat să atace primul, după principiul "folosește-le sau pierde-le". Să presupunem că fiecare dintre cei doi adversari dețin 100 de asemenea rachete cu câte 5 capete fiecare, și că fiecare parte are o șansa de 95% de a distruge rachetele inamice în silozuri, folosind câte 2 capete pentru fiecare siloz. În acest caz, statul care atacă primul poate reduce arsenalul inamicului până la 5 rachete, folosind 40 de rachete cu 200 de capete în total, menținând restul de 60 în rezervă.
Din cauza acestui aspect, rachetele intercontinentale cu baza la sol purtătoare de capete multiple au fost interzise în cadrul tratatului START II. Acesta însă nu a intrat în vigoare deoarece nu a fost ratificat de către Duma rusă din cauza neînțelegerilor cu SUA privind Tratatul ABM.